# Pieter Kooijmans
Pieter Hendrik Kooijmans  (ur. 6 lipca 1933 w Heemstede, zm. 13 lutego 2013 w Wassenaar) – holenderski prawnik, polityk i dyplomata, specjalista w zakresie prawa międzynarodowego, w latach 1993–1994 minister spraw zagranicznych, od 1997 do 2006 sędzia Międzynarodowego Trybunału Sprawiedliwości.

## Życiorys
Studiował ekonomię i prawo na Wolnym Uniwersytecie w Amsterdamie, doktoryzował się w zakresie prawa w 1964. Pracował jako nauczyciel akademicki na macierzystej uczelni, w latach 1965–1973 był tam profesorem prawa międzynarodowego. Między 1978 a 1997 (z około dwuletnią przerwą w pierwszej połowie lat 90.) zajmował tożsame stanowisko na Uniwersytecie w Lejdzie. Był m.in. członkiem rady Haskiej Akademii Prawa Międzynarodowego oraz wykładowcą tej uczelni, a także członkiem Instytutu Prawa Międzynarodowego.
Prowadził równocześnie aktywną działalność polityczną. Należał do Partii Antyrewolucyjnej, z którą w 1980 współtworzył Apel Chrześcijańsko-Demokratyczny. W latach 1973–1977 pełnił funkcję sekretarza stanu w resorcie spraw zagranicznych, odpowiadając za sprawy dotyczące ONZ i organizacji wyspecjalizowanych. Przewodniczył Komisji Praw Człowieka ONZ w latach 1984–1985, następnie do 1992 był specjalnym sprawozdawcą do spraw tortur.
Od stycznia 1993 do sierpnia 1994 sprawował urząd ministra spraw zagranicznych w trzecim rządzie Ruuda Lubbersa. Od 1997 do 2006 zajmował stanowisko sędziego Międzynarodowego Trybunału Sprawiedliwości.

## Odznaczenia
- Kawaler Orderu Lwa Niderlandzkiego (1978)
- Komandor Orderu Oranje-Nassau (1994)